# Аргуново
Аргуно́во (рос. Аргуново) — присілок у складі Нікольського району Вологодської області, Росія. Адміністративний центр Аргуновського сільського поселення.

## Населення
Населення — 227 осіб (2010; 256 у 2002).
Національний склад (станом на 2002 рік):
- росіяни — 100 %